# Polikàrpov I-16
El Polikàrpov I-16 (també anomenat durant la Guerra civil espanyola Mosca pels republicans, i Rata pels nacionals), era un avió soviètic de concepció revolucionària per aquell temps, ja que era un monoplà d'ala baixa amb tren d'aterratge retràctil (que funcionava a mà). Junt amb el Polikàrpov I-15 (Xato), formaven el gruix de les Forces Aèries de la República Espanyola. En l'àmbit internacional, va actuar durant la Segona Guerra Mundial a les forces aèries soviètiques, sent anomenat pels finesos durant la Guerra d'Hivern i continuació Siipiorava (esquirol volador), i també va rebre, per part dels russos el nom d'Ixac (Ase). No han sobreviscut gaires aparells. N'hi ha un al Museo del Aire de Madrid pintat amb els colors republicans. Museu de Moscou (sense més dades). Altres museus aeronàutics.

## Història

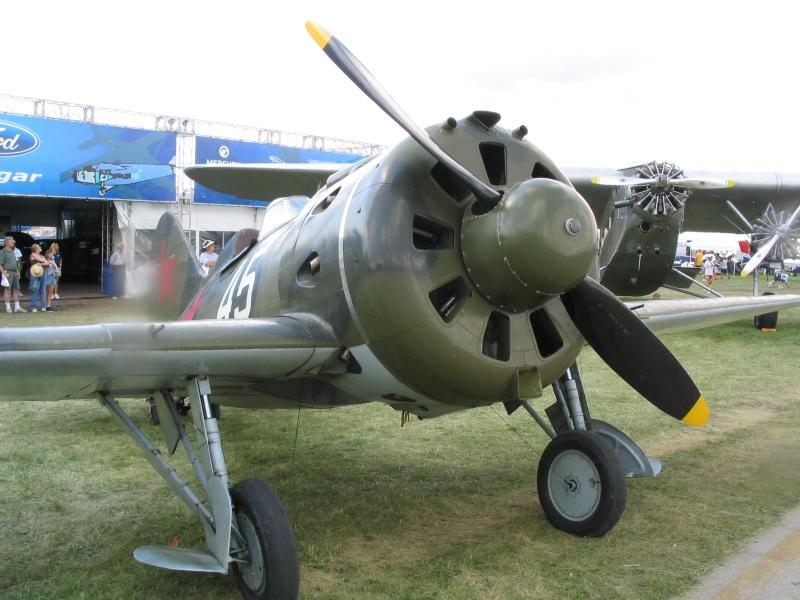
Vista d'un Polikàrpov I-16 en un festival aeri

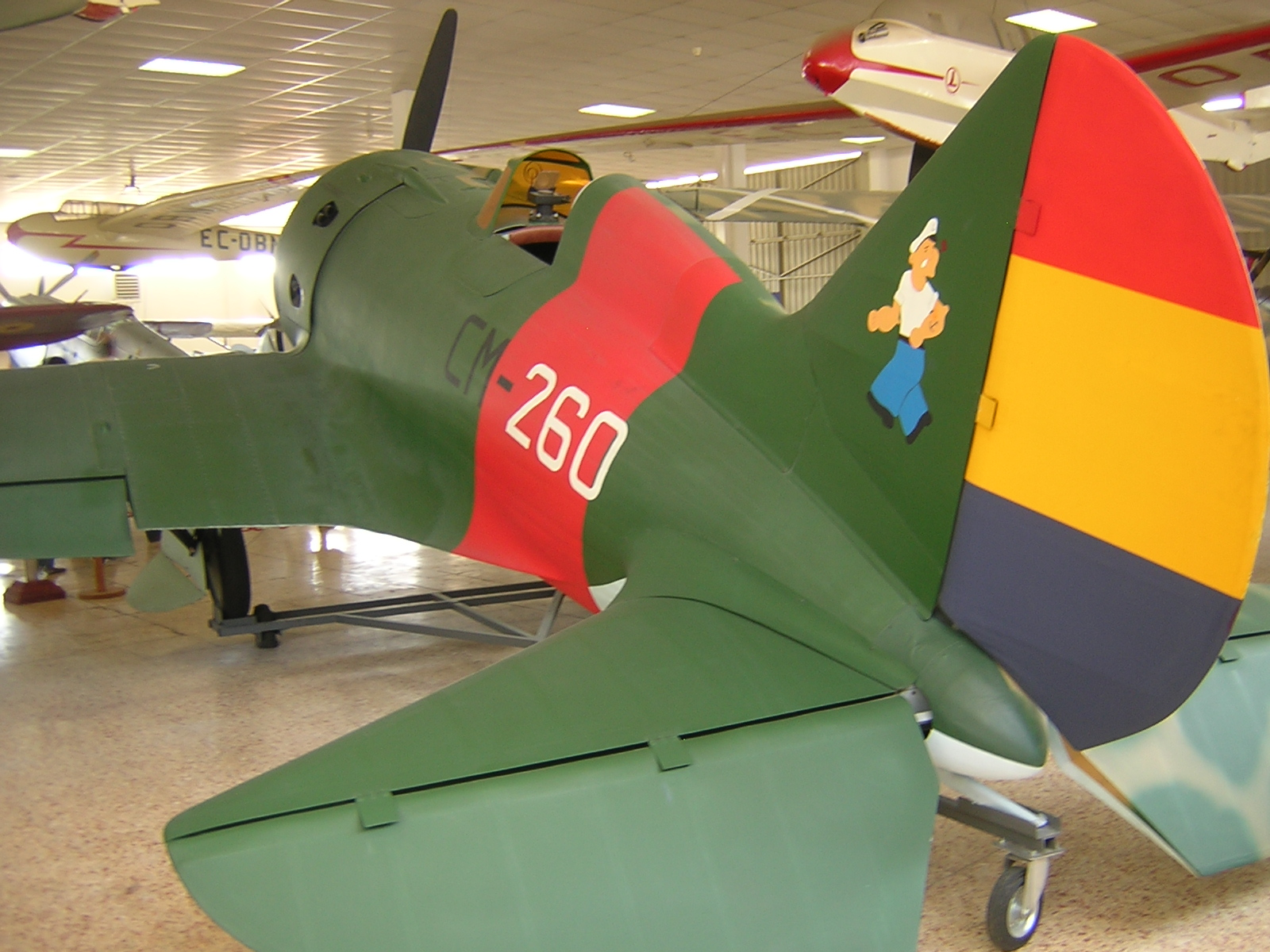
Aparell existent al Museo del Aire de Madrid

Mentre treballava en la millora del Polikàrpov I-15, encara un biplà, l'enginyer Nikolai Polikàrpov, va dissenyar un nou avió revolucionari per l'època, ja que, cercant velocitat, el va dissenyar amb l'ala baixa, el tren retràctil i la cabina tancada.
Es van posar a desenvolupar el prototip TsKB-12 el juny de 1933 equipat amb un motor en estrella de 9 cilindres, còpia del Bristol Jupiter fabricat pels soviètics amb la denominació M-22 que donava una potència de 450 HP a 2.000 RPM, que va volar el mes de desembre de l'any 1933, i malgrat tot es va demostrar millor que els seus competidors per formar part de les forces aèries soviètiques.
El segon prototip denominat TsKB-12bis ja disposava d'un motor també en estrella de 9 cilindres copiat del Wrihtg Cyclone i denominat M-25, que ja donava 700 HP a 2.300 RPM. Això l'hi permetia agafar una velocitat de 395 K/h. Armat amb dues metralladores de 7.62 mm, el convertien en el millor avió de caça en aquell moment, passant-se a denominar ja I-16.
Era un avió lleig, curt, i gras per la seva època, veloç, inestable, difícil de pilotar i molt maniobrable. Amb el fuselatge inspirat en l'avió de curses americà Gee Bee R-1, fet de llarguers i quadernes fetes en pi i recobert de tires de pollancre disposades en diagonal, les ales en disposició Cantilever, tenien els llarguers en acer i les costelles en duralumini; tot això recobert de tela. També tenien la mateixa construcció els alerons i l'empenatge de cua. La cabina era tancada i molt estreta per mor de la velocitat, s'obria cap endavant amb les guies de la cúpula, quasi a l'alçada del coll del pilot, cosa que feia -tot i haver-se dissenyat diferents tipus de portelles- molt difícil l'accés i la sortida de la mateixa (va ocasionar la mort de pilots, en no poder abandonar l'aeronau en perill). Disposava de l'instrumental d'aquella època, és a dir brúixola, rellotge cronòmetre, altímetre, variòmetre, indicador de guinyada, temperatura de l'oli i, a l'esquerra, un conjunt de palanques, que ocasionaven confusions, corresponents a la palanca dels gasos, pujada i baixada del tren d'aterratge (manual, a base de donar voltes al manubri) i càrrega i desencasquetant manual de les metralladores. El tren d'aterratge era retràctil d'actuació manual (quaranta voltes de manubri i sistema d'emergència) amb suspensió de gomes, per evitar pes. L'hèlix era metàl·lica de dues pales, regulable de dues posicions, regulables en terra al principi, passant posteriorment a ser variable.
A pesar de sofrir moltes modificacions per reduir les moltes fallades, per ser el primer avió de la seva classe, molt encalçat per les seves virtuts pels pilots que el van comprendre, resultava un avió perillós pels principiants, degut sobretot, a la seva inestabilitat tant direccional com de guinyada, facilitat en entrar en barrina (només sortia si s'era molt amunt i es posaven els comandaments en neutral) i a la seva elevada velocitat d'aterrament (capotatge)

## Dades Tècniques
Llargada : ~ 6 m
Amplada : ~ 9 m
Alçària : ~ 2,52 m
Pes en buit : ~ 1.300 kilograms, Pes en envol : ~ 1.700 kilograms
Velocitat màx.: ~ 450 K/h, Velocitat de creuer : 300 K/h
Sostre : ~ 9.000 m (hi havia subministrament d'oxigen al pilot “chupete”)
Armament : 2 a 4 metralladores (2 en capó sincronitzades amb l'hèlix) al principi PV-1 i al final Shkas de 7.62 m/m, encara que degut a la gran quantitat de models, n'hi havia que portaven bombes, i fins i tot cohets.
- Les dades són aproximades degut a la gran quantitat de models

## Teatre d'operacions

### Espanya

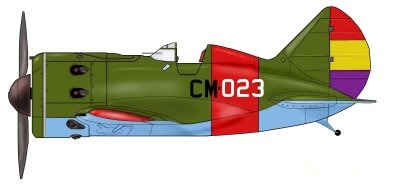
Vista lateral amb els colors republicans

Com altres aparells, va rebre el bateig de foc a la guerra civil espanyola, aportat com a material de guerra pels russos, per la república, van arribar a Espanya, els primers 31, l'octubre del 1936, intervenint de manera decisiva en la batalla de Madrid. En total, es van rebre 157 aparells dels tipus 5 i 6 i 136 del tipus 10 o Super Mosca, a partir de l'estiu de 1937. Es van formar fins a set esquadrilles de dotze avions cadascuna, segons disponibilitat, lluint a la cua diversos emblemes com el sis doble, de la tercera, o el Popeye de la quarta, comandada per Arias, que va ser l'escollida per rebre el nou motor potenciat i la màscara per actuar a més alçària, i poder combatre els Messerschmitt Bf 109 en igualar el sostre operatiu, aquesta esquadrilla es va nomenar la del chupete, encara que respecte a ells, tenia una mica menys de velocitat i estava pitjor armat, i sovint en inferioritat. Això va ocasionar grans pèrdues, encara que la millor maniobra era la trepada, ja que era superior als seus enemics. Enfront del Fiat C.R.32, era més ràpid i girava en un radi més curt, el que l'hi donava superioritat. Se'n van intentar fabricar 100 a Alacant, però només se'n van entregar 12, caient la resta en mans dels nacionals, que els van destinar a Mallorca i després a Sevilla al Grup 26 i a l'escola d'aviació de Morón (Escuela de Caza), on va ser operatiu fins als anys cinquanta.

### Front Nord Oriental

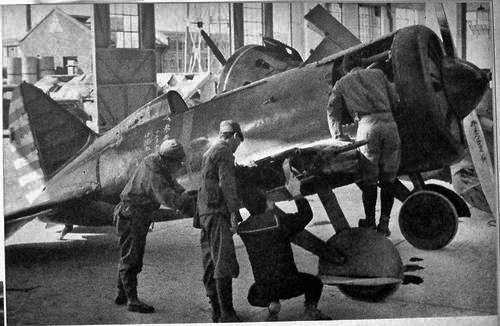
I-16 en reparació a Nanking

Els russos en van entregar 250 del tipus 10 als xinesos i van entrar en combat amb les forces aèries japoneses, enfrontant-se als Nakajima Ki-27 i als Mitsubishi A5M, mostrant-se superiors, sobretot per ser del Tipus 10 que ja portava 4 metralladores. D'altra banda, també van combatre en disputes frontereres amb les mateixes tropes, però amb l'aparició del Mitsubishi A6M Zero, superior en velocitat i armament, va començar la davallada d'aquest avió.

### Rússia
Aquest avió va ser construït per les forces aèries del país (Voyenno Vozdushnye Sily Rabocho Krestyanskoy Krasnoy Armii, Forces Aèries de l'Exèrcit Roig d'Obrers i Camperols), i el 1941 representava els dos terços dels aparells. Els pilots el van anomenar ànec (en rus Nwak) per la similitud de la pronúncia, sempre en rus, de I-16. En aquella època les prestacions eren semblants a les del Messerschmitt Bf 109, si bé aquest podia operar més amunt. Tot i això, en maniobres horitzontals -sempre i segons quins autors- es podrien considerar iguals, però després, amb la millora de motors i sobretot armament, el Bf va ser superior. Va ser substituït definitivament l'any 1943.

## Models

Polikarpov I-16

Tipus 1(30 aparells) Es pot considerar la pre-sèrie i segons autors amb diverses solucions, equipats amb motor M-22 de 490 HP.
Tipus 4Model definitiu, amb motor M-25, de 700 HP i metralladores PV-1 a les ales.
Tipus 5(~1935 1.500 aparells)Substitució de les metralladores PV-1 de baixa cadència per les Shkas d'alta cadència. Prova d'armament amb canó.
Tipus 6(1937)Potenciació del motor M-25 fins a 730 HP. Variant amb tren fix i patins a les rodes.
Tipus 10(finals de 1937) Supermosca Motor potenciat fins a 750 HP. Diverses proves, entre elles el muntatge de dues metralladores PV-1 al capó sincronitzades amb l'hèlix. Quan es va solucionar el sistema de sincronisme es van passar a Shkas de més cadència. Incorporació definitiva de la cabina oberta. Els pilots sofrien diverses “manies” amb les cabines tancades (no hi estaven acostumats). Incorporació de la mira de reflexió. Prototipus del 17.
Tipus 17Versió d'atac a terra amb ales reforçades i dos canons Shvac de 20 m/m a les ales, i les dues metralladores al capó. Podia ser armat amb 6 coets de 82 mm sota les ales (no va combatre a Espanya)
Tipus 18Motor més potent M-62 de 920 HP, 4 metralladores Shkas (no va combatre a Espanya)
Tipus 20Prototip de llarga distància, amb dipòsits addicionals de combustible sota les ales, solució adoptada en versions posteriors.
Tipus 24Dues versions, una tipus 17 amb motor M-25E de 800 HP, i l'altre tipus 18 amb ales reforçades i motor M-62 de fins a 1.100 HP, dos canons Shvac i dues metralladores Shkas. Una versió de bombarder en picat.
Tipus 27Motor M-62, dos canons Shvac a les ales, i metralladores Shkas de més alta cadència al capó. Equip de ràdio i d'oxigen.
Tipus 28/30Diverses millores sobre els precedents. Tipus 27 substitució de les metralladores del capó per una de 12,7 mm sota el motor i càmera sincronitzada amb les metralladores. Fabricats entre els anys 1941-1942.
C-8 RataDenominació del Polikàrpov I-16 a l'exèrcit espanyol (fabricat a Espanya).